# Rubia laxiflora
Rubia laxiflora là một loài thực vật có hoa trong họ Thiến thảo. Loài này được Gontsch. miêu tả khoa học đầu tiên năm 1949.